# 純度印記

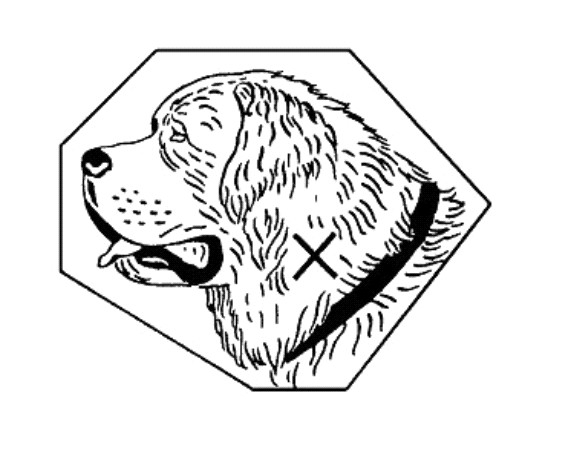
聖伯納犬頭標誌是1995年後瑞士官方對所有貴金屬採用的純度印記

純度印記（英語：hallmark），或稱成色印記，指的是一種能擔保貴金屬純度的防偽標誌。
貴金屬製品經由官方檢驗機構利用試金石等工具鑑定、確定品質後，蓋上認證標誌。只要認明標章，即可杜絕仿冒、不純的產品，是一種消費者保護的措施。
純度印記由來已久，古羅馬時期已經有類似純度印記的制度出現。近代歐洲的純度印記，則可追朔到的法蘭西王國路易九世年代。